# Pe porțiuni

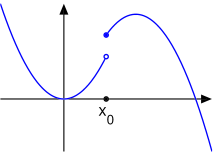
O funcţie continuă pe porţiuni compusă din funcţii de gradul II diferite de fiecare parte a lui x_{0}.

În matematică, o funcție definită pe porțiuni f(x) de variabilă reală x este o funcție a cărei definiție este dată diferit pe submulțimi disjuncte ale domeniului de definiție.
Un exemplu comun de astfel de funcție este funcția modul dată de
{\displaystyle |x|={\begin{cases}x&{\mbox{if }}x\geq 0,\\-x&{\mbox{if }}x\leq 0.\end{cases}}}
Alte exemple sunt funcția din imagine, discontinuă în x0, și funcția treaptă Heaviside, o funcție liniară pe porțiuni discontinuă în 0.
Expresia pe porțiuni se poate folosi pentru a indica orice proprietate a unei funcții definite pe porțiuni, proprietate valabilă pentru fiecare componentă dar care ar putea să nu mai fie valabilă pentru întreg domeniul funcției. O funcție este derivabilă pe porțiuni sau de clasă C1 pe porțiuni dacă fiecare componentă este derivabilă pe domeniul ei individual. Deși "componentele" unei definiții pe porțiuni nu sunt în mod necesar intervale, o funcție nu se numește "liniară pe porțiuni", "continuă pe porțiuni" sau "derivabilă pe porțiuni" decât dacă componentele sunt intervale.